# Худых, Михаил Ильич
Михаил Ильич Худых (28 декабря 1911 — 19 декабря 2000) — советский и российский учёный, преподаватель высшей школы. Доктор технических наук (1960), профессор (1960), Заслуженный деятель науки и техники Российской Федерации (1993). Почётный гражданин Костромы (1997).
Много лет работал в Костромском технологическом институте, профессор кафедры технологии конструкционных материалов и ремонта текстильных машин, дважды избирался деканом механического факультета.

## Биография
Родился в 1911 году в Баку. В 1925—1929 гг. учился в Бакинском механическом техникуме и получил квалификацию техника-механика по обработке металлов.
В 1930—1935 гг. — студент Московского электромеханического института инженеров железнодорожного транспорта имени Ф. Э. Дзержинского на отделении «Вагонное хозяйство», специальность инженер-механик железнодорожного транспорта.
В 1935 году — инженер-конструктор экспериментальной группы Калужского машиностроительного завода НКПС, по совместительству — преподаватель филиала МЭМИИТ.
С июня 1935 года в Костромском текстильном институте (позже ставшего технологическим университетом), где проработал всю жизнь.
С 1935 года — и. о. заведующего кафедрой деталей машин, сопротивления материалов и технологии металлов, затем — доцент кафедры деталей машин, с 1938 года — и. о. заведующего кафедрой технологии металлов и дерева.
В годы Великой Отечественной войны по совместительству работал главным инженером Костромского механического завода № 9.
В 1946—1947 и 1956—1962 годах — декан механического факультета.
с 1956 года — заведующий кафедрой технологии металлов и ремонта оборудования (с 1960 года — кафедра технологии металлов и технологии машиностроения).
30 ноября 1960 года утверждён в учёном звании профессора по кафедре «Технология металлов и ремонт оборудования».
В 1966—1977 годах — директор Центрального научно-исследовательского института «ЦНИИМашдеталь» в Москве, не прерывая связь с КТИ (руководил аспирантурой на кафедре).
В 1960—1977 годах — член Экспертного Совета Высшей аттестационной комиссии (ВАК) Министерства высшего образования СССР.
С 1977 года снова на научно-преподавательской работе в Костромском технологическом институте: профессор кафедры технологии металлов и технологии машиностроения (с 1982 г. — кафедра технологии конструкционных материалов и ремонта текстильных машин).
Умер 19 декабря 2000 года.

## Научная деятельность
Научные исследования посвящены в основном проблемам повышения эксплуатационной надежности, долговечности и совершенствованию ремонта текстильных машин. Официально установлено, что экономический эффект от использования результатов выполненных коллективом профессора М. И. Худых работ за период 1977—1992 годах составил 30 млн рублей в ценах тех лет.
В 1942 году защитил кандидатскую диссертацию на тему: «Исследование износа антифрикционных чугунов — заменителей бронзы, идущей на изготовление втулок мокрых льноватеров».
В 1959 году защитил докторскую диссертацию на тему: «Некоторые вопросы, долговечности веретенных узлов», степень присуждена в 1960 году.
Автор 331 научной работы: книг (учебников и монографий) — 33, в том числе 9 на иностранных языках (на английском — 2, китайском — 2, испанском, чешском, польском, венгерском, болгарском); научных статей — 265. В числе работ:
- «Ремонт текстильных машин. Учебник для вузов», выдержавший три переиздания в 1947, 1963, 1991 годах.
- «Ремонт и монтаж оборудования текстильной и легкой промышленности. Учебник для техникумов», также три переиздания в 1968, 1974, 1987 годах.

Член редакционных коллегий журналов «Текстильная промышленность» (1960—1973) и «Известия вузов „Технология текстильной промышленности“ (1961—1970).
Оформил 33 авторских свидетельства на изобретения.
Подготовил 60 аспирантов: 57 кандидатов и 3 докторов технических наук.

## Награды
- Медаль «За доблестный труд в Великой Отечественной войне 1941—1945 гг.»
- Два ордена „Знак Почёта“ (04.11.1953, 13.05.1971)
- Медаль «За трудовое отличие» (12.09.1961)
- Юбилейные медали.

Заслуженный деятель науки и техники Российской Федерации (02.02.1993 г.)
Почётный профессор Костромского государственного технологического университета, почётный профессор Ивановской текстильной академии.
13 февраля 1997 года удостоен звания Почётный гражданин города Костромы.